# Fritz Rehbock
Friedrich Georg Johannes „Fritz“ Rehbock (* 16. Juli 1896 in Hannover; † 24. März 1989) war ein deutscher Mathematiker, der sich mit Darstellender Geometrie befasste.
Rehbock studierte ab 1916/17 (unterbrochen vom Ersten Weltkrieg) und 1919 bis 1925 an der Universität Berlin, an der er 1926 bei Richard von Mises promoviert wurde (Die linearen Punkt-, Ebenen- und Strahlabbildungen der darstellenden Geometrie).  1927 absolvierte er sein Staatsexamen und ab 1928 war er Assistent an der TH Stuttgart und ab 1930 Assistent an der Universität Bonn, wo er sich 1932 habilitierte und Privatdozent wurde. 1935 wurde er Dozent mit Lehrauftrag in Bonn und 1939 ordentlicher Professor an der TH Braunschweig, an der er Direktor des Instituts für Angewandte Mathematik war und 1964 emeritiert wurde.

## Schriften
- Darstellende Geometrie, Grundlehren der mathematischen Wissenschaften 92, Springer 1957, 3. Auflage 1969
- Geometrische Perspektive, Springer 1978, 2. Auflage 1980